# New Protection
New Protection es el único álbum de la banda de metal progresivo y power metal Ride the Sky, lanzado en 2007. Se rodó un videoclip para la canción que da título al disco.

## Listado de canciones
| N.º | Título                      | Duración |  |
| 1.  | «New Protection»            | 3:20     |  |
| 2.  | «A Smile from Heaven's Eye» | 4:17     |  |
| 3.  | «Silent War»                | 4:33     |  |
| 4.  | «The Prince of Darkness»    | 5:20     |  |
| 5.  | «Break the Chain»           | 4:32     |  |
| 6.  | «Corroded Dreams»           | 3:51     |  |
| 7.  | «The End of Days»           | 4:12     |  |
| 8.  | «Far Beyond the Stars»      | 4:18     |  |
| 9.  | «Black Cloud»               | 3:37     |  |
| 10. | «Endless»                   | 3:05     |  |
| 11. | «Heaven Only Knows»         | 3:44     |  |
| 12. | «A Crack in the Wall»       | 5:17     |  |

| Japanese Bonus Track |                                        |          |  |
| N.º                  | Título                                 | Duración |  |
| 13.                  | «Trail of Flame» (Bonus track japonés) | 3:47     |  |

| Limited Edition Digipak |                                                               |          |  |
| N.º                     | Título                                                        | Duración |  |
| 13.                     | «Make the Spirit Burn» (Bonus Track digipak edición limitada) | 3:26     |  |

## Créditos
- Bjørn Jansson − voz.
- Uli Kusch − batería.
- Benny Jansson − guitarra eléctrica, coros.
- Kaspar Dahlqvist − teclados.
- Mathias Garnås − bajo.

- Datos: Q4356354